# Benzoesav
A benzoesav C6H5COOH összegképletű színtelen, tűszerű vagy lemezes kristályokat képező vegyület, a legegyszerűbb aromás karbonsav.
A név a benzoegyantából ered, amely hosszú időn át az egyetlen forrása volt. A gyenge savat és sóit az élelmiszeriparban tartósítószernek használják. Számos más szerves vegyület (pl. benzil-benzoát észter, polimer adalékanyagok) szintézisének kiindulási anyaga.

## Történelem
A benzoesavat a 16. században fedezték fel, Styrax nemzetségbeli növényekből száraz desztillációval állították elő. Először Nostradamus (1556), majd tőle függetlenül Alexius Pedemontanus (1560), és Blaise de Vigenère (1596) is leírták
A benzoesav szerkezetét Justus von Liebig és Friedrich Wöhler határozták meg 1832-ben.
1875-ben Salkowski kimutatta a benzoesav gombaölő hatását, ettől kezdve egyre szélesebb körben alkalmazták tartósítószerként. Baktericid hatású tisztítószerekben is alkalmazzák. Emellett korábbi laborvizsgálatok és friss elméleti kutatási eredmények arra mutatnak, hogy a benzoesav és származékai inhibálják a koronavírust.  
Előállítható benzilalkohol részleges oxidációjával. Intenzív kutatások irányulnak új katalizátorok kifejlesztésére. Nem nemesfém tartalmú katalizátor alkalmazásával ez a folyamat versenyképes lehet a jelenlegi ipari folyamattal szemben.

## Előállítása

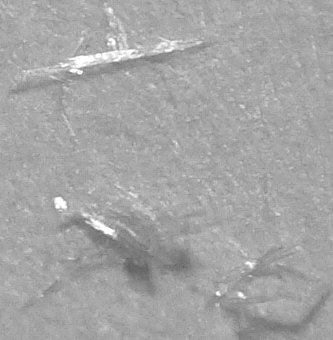
benzoesav kristályok

### Ipari előállítás
Iparilag a toluol részbeni oxidációjával állítják elő. A folyamatot mangán-, vagy kobalt-naftenáttal katalizálják. Ezt a folyamatot olcsónak, gyorsnak és környezetbarátnak tartják.
Az USA éves benzoesav-termelése 126 000 tonnára becsült; ennek nagy részét további szintetikus anyagok előállítására használják fel.

### Korábbi előállítási mód
Régebben a benzoesav előállítására benzotriklorid és kalcium-hidroxid vízben történő reakcióját használták, általában vas hozzáadásával katalizátorként. A keletkező kalcium-benzoátot pedig sósav hozzáadásával alakították át benzoesavvá. Az ilyen módszerrel előállított benzoesav nem volt az élelmiszeriparban felhasználható tisztaságú, a jelen lévő jelentős klórozott benzoesav származékok miatt. Manapság az élelmiszer tisztaságú benzoesavat szintetikus úton állítják elő.

## Felhasználási területei

### Élelmiszeripari tartósítószer
A benzoesavat és sóit az élelmiszeriparban tartósítószerként használják:
- benzoesav: E210
- nátrium-benzoát: E211
- kálium-benzoát: E212
- kalcium-benzoát: E213

A benzoesav és sói az esetlegesen az élelmiszerbe került penészgombák, élesztőgombák, és egyes baktériumok szaporodását akadályozzák meg. A sejtbe való bekerülést követően a foszfofruktokináz nevű enzim működését blokkolják a cukor lebontásában, így a gombák és baktériumok számára a cukorbontás 95%-át megakadályozzák, gátolva ezek szaporodását. A gátlás savas pH mellett (pH<5) történik, ami anaerob bomlás esetén áll fenn. Ezért a benzoesav és sói hatékonysága az élelmiszer pH értékétől függ. A savas élelmiszerek, mint például a gyümölcslevek (citromsav tartalom miatt), üdítőitalok (foszforsav tartalom miatt), savanyúságok (ecetsav miatt), és más élelmiszerek tartósítását benzoesavval és annak sóival végzik.
A benzoesav az élelmiszerekben általában 0,05-0,1%-os töménységben található meg. Maximum felhasználható mennyiségét nemzetközi szabályozások határozzák meg.

### Ipari alapanyag
A benzoesavat ipari alapanyagként nagyon széles körben, sokféle vegyület előállítására alkalmazzák, többek között benzoil-kloridot, benzoil-peroxidot és fenolt (a nejlon alapanyaga) állítanak elő belőle. 

### Gyógyszerészeti felhasználás
A benzoesavat gombabetegségek gyógyítására használják. A VIII. Magyar Gyógyszerkönyvben Acidum Benzoicum    néven hivatalos.  

## Élettani hatások
Emberek számára a napi bevihető mennyiséget a WHO 5 mg/testsúlykg-ban maximálta. A macskák jelentősen érzékenyebbek a benzoesavra mint az egerek és a patkányok. Macskák számára a halálos mennyiség 300 mg/testsúly kg, ez patkányoknál 3040 mg/testsúly kg, egereknél pedig 1940–2263 mg/testsúly kg.